# Sphecodes rufoantennatus
Sphecodes rufoantennatus är en biart som beskrevs av Raymond Benoist 1950. Sphecodes rufoantennatus ingår i släktet blodbin, och familjen vägbin. Inga underarter finns listade i Catalogue of Life.